# Fajã de Baixo
Fajã de Baixo ist eine portugiesische Gemeinde (Freguesia) im Kreis (Município) von Ponta Delgada auf der Azoreninsel São Miguel mit 4924 Einwohnern (Stand 19. April 2021) auf 4,1 km². Die Bevölkerungsdichte beträgt 1212 Einwohner pro km².

## Geografie und Ortsname
Fajã de Baixo (port. Fajã = Lagebezeichnung: flaches Gebiet, in Meeresnähe, an Lava-Steilküsten; Baixo = Niederung, Unter-, tief) liegt unwesentlich über Meereshöhe etwa einen Kilometer nordöstlich der Stadtgrenze von Ponta Delgada an der Straße EN4-1A nach Fenais da Luz an der Inselnordseite. Unmittelbar nordwestlich benachbart ist die Schwestergemeinde Fajã de Cima.

## Wirtschaft
Wesentlicher Erwerbszweig ist die Landwirtschaft. Zu nennen ist hier insbesondere die Ananas-Zucht in gläsernen Treibhäusern.

## Söhne und Töchter des Ortes
- Natália Correia (1923–1993), Schriftstellerin
- Jaime Gama (* 1947), ehemaliger Parlamentspräsident (2005–2011)

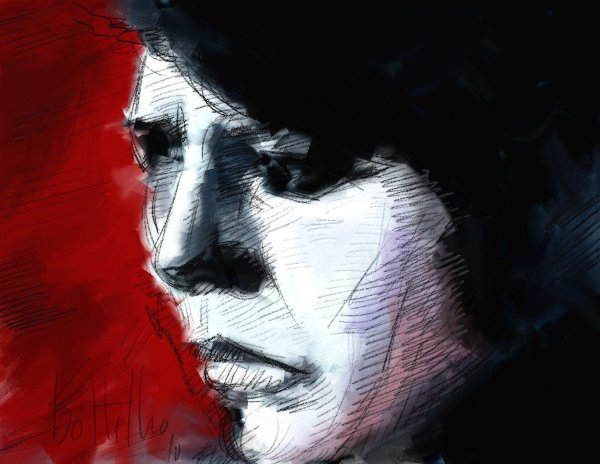
Natália Correia (Gemälde von Botelho)
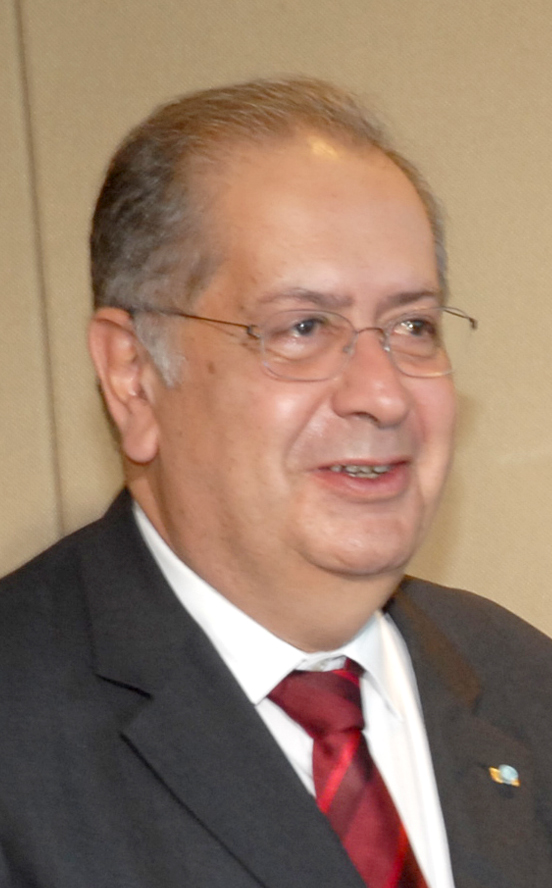
Jaime Gama in Brasília, 2008